# Шарлотта Армстронг
Шарлотта Армстронг (англ. Charlotte Armstrong Lewi) — американська письменниця детективного жанру, сценаристка, драматург, журналістка. Під своїм ім'ям та псевдонімом Джо Валентайн вона написала 29 романів, а також численні оповідання, п'єси та сценарії. За сімома її романами було знято кінофільми, в яких, зокрема, знімалися такі відомі актори, як Мерилін Монро та Клод Рейнс.

## Біографія
Вона була дочкою гірничого інженера Френка Голла Армстронга та Клари Паско Армстронг. Закінчила середню школу у Вулкані, штат Мічиган, у червні 1921 року відразу після того, як їй виповнилося 16 років. Один навчальний 1921–1922-й рік навчалася в коледжі Феррі Голл у Лейк-Форесті, штат Іллінойс, і тоді ж працювала редактором студентського видання «Феррі Тейлс». Навчалася в університеті Вісконсіну в Медісоні впродовж двох років і отримала ступінь бакалавра мистецтв у Барнард-коледжі в 1925 році.
Під час роботи в The New York Times у відділі реклами, репортером моди для Breath of the Avenue (довідник для покупців) вона познайомилася з Джозефом (Джеком) Льюї, з яким вступила в шлюб у 1928 році. Працювала також в бухгалтерській фірмі.
У неї була донька та двоє синів.

## Літературна творчість
У 1939 році, живучи в Кейп-Коді, штат Массачусетс, Армстронг почала свою кар'єру письменниці з написання п'єс «Найщасливіші дні» та «Кільце навколо Елізабет». Обидва потрапили на Бродвей, проте «Найщасливіші дні» провалилися, а «Кільце навколо Елізабет» також не вдалось. Ця відсутність успіху спонукала Армстронга перейти до написання детективно-фантастичних творів: «Лягай Макдафф!» (1942), «Справа дивних сестер» (1943) і «Невинна квітка» (1945), які склали трилогію про детектива-аматора, професора Макдугала Макдаффа.
Її успішне використання інструменту драматургії саспенс у романі «Непідозрюваний» став поштовхом для її кар'єри, і незабаром її визнали піонером домашнього саспенсу. Пізніше екранізований у фільмі «Розмова про незнайомця» роман Шарлотти Армстронг «Ворог» 1951 року став хорошим прикладом роботи її в цьому жанрі.
Публікації Армстронг зазвичай відбувалися одним із двох шляхів. Усі її романи були опубліковані «Coward-Mccan», навіть «Протеже», який був опублікований посмертно. Проте її оповідання публікувалися в журналах. Більшість їх опубліковано в журналі «Ellery-Queen's Mystery Magazine», але деякі інші опубліковані в «The Saturday Evening Post» і журналі «Argosy».
У вересні 1952 року фентезійна повість Армстронг «Триденна магія» (1948) була опублікована в «Фентезі & Сайнс фікшн». Довга версія була передрукована в антології 1979 року «Таємничі видіння» Мартіна Г. Грінберга, Джозефа Оландера та Чарльза Г. Во. Редактори у своїй передмові зазначили, що це була «потужна і майже забута новела», яка продемонструвала, що, хоча відома письменниця була «найвідомішою напруженістю та стилем», вона могла «стати настільки ж відомою завдяки гумору та стилю». Пізніше екранізований у фільмі «Розмова з незнайомцем» роман Армстронг «Ворог» 1951 року є хорошим прикладом роботи її в цьому жанрі.
Багато романів Армстронга, такі як «Ворог», також містять приховані політичні алегорії. У цих історіях персонажі групуються в об'єднання, щоб спробувати розгадати таємницю. Групки, як правило, швидко роблять перший запропонований висновок, і в процесі цього ігнорують будь-які протиріччя. Приблизно в той же час страх перед комуністичним впливом на американські інституції та проникнення радянських шпигунів поклали початок заснованій на таких засадах епохи сенатора Маккарті. Протягом того часу сотні американців були звинувачені в тому, що вони комуністи або співпрацювали з комуністами, деякі з них на підставі сумнівних і перебільшених доказів, що іноді призводило до незаслужено знищеної кар'єри та втрати роботи. У романі «Ворог» переважає панування натовпу, оскільки люди ігнорували докази, подібно до маккартизму, який домінував у політиці того часу. Ці елементи маккартизму також присутні в її романі 1951 року «Пустощі», який був екранізований у фільмі «Не стукай» режисера Роя Бейкера з Мерилін Монро і Річардом Відмарком у головних ролях.

## Визнання
На знак визнання її роботи будинок, куди Армстронг переїхала і жила у Глендейлі, штат Каліфорнія, до самої смерті, став відомий як «Будинок Шарлотти Армстронг». У 1965 році Центр архівних досліджень Говарда Готліба звернувся до Армстронг із проханням стати сховищем усіх її робіт. Армстронг погодилася, і тепер Центр Готліба є найкращим архівом для пошуку будь-яких робіт Армстронг. Крім того, приблизно в 1956 році Армстронг і її родина зібрали збірку творів про неї та її сім'ю під назвою «Шарлотта Армстронг, пам'ятка майстерної оповідачки».
У 1957 році Армстронг отримала премію Едгара за роман «Драм отрути». Два інші романи були номіновані на цю премію, обидві в 1967 році: «Магазин подарунків» і «Лимон у кошику».
Ентоні Бучер, автор «Дев'яти по дев'ять» (англ. Nine Times Nine) написав про Армстронг: «Одна з небагатьох справжніх чарівниць сучасності».
Газета «New York Times» написала: «Армстронг пише з бравурною майстерністю, накопичуючи агонію та напругу» та «Шарлотта Армстронг — американська королева саспенс-романістів».

## Твори

### Серія Макдугала Даффа
- Lay On, Mac Duff![en] (Лягай Макдафф!) (1942)
- The Case of the Weird Sisters[en] (Справа дивних сестер) (1943)
- The Innocent Flower[en] (Невинна квітка) (1945) (також мав назву «Death Filled the Glass» / Смерть наповнила келих)

### Інші романи
- The Unsuspected[en] (Непідозрюваний) (1946)
- The Chocolate Cobweb[en] (Шоколадне павутиння) (1948)
- Fatal Lady (Фатальна дама) (1950)
- Mischief (Пустощі) (1950)
- The Black-Eyed Stranger[en] (Темноокий незнайомець) (1951)
- Catch-as-Catch-Can (Спонтанний) (1953)
- The Trouble in Thor (Неприємності в Торі) (1953)
- The Better to Eat You (Краще їсти своє) (1954)
- A Gun is a Nervous Thing (Зброя — це нервова річ) (1955)
- The Dream Walker (Мрійник) (1955)
- A Dram of Poison[en] (Драм отрути) (1956) (отримав премію Едгара)
- And Already Lost… (І вже втрачений…) (1957)
- Incident at a Corner (Інцидент на розі) (1957)
- Something Blue (Щось блакитне) (1959)
- The Seventeen Widows of San Souci (Сімнадцять вдів Сан-Сусі) (1959)
- The Girl with a Secret (Дівчина з таємницею) (1959)
- The Ring in the Fish (Кільце в рибі) (1959)
- Then Came Two Women (Потім прийшли дві жінки) (1962)
- The One-Faced Girl (Дівчина з одним обличчям) (1963)
- The Mark of the Hand (Знак руки) (1963)
- The Witch's House (Будинок відьми) (1963)
- Who's Been Sitting in My Chair? (Хто сидів на моєму стільці?) (1963)
- A Little Less Than Kind (Трохи менше ніж добро) (1964)
- Run — If You Can (Біжи — якщо можеш) (1964)
- The Turret Room (Кімната з баштою) (1965)
- Dream of Fair Woman (Мрія про прекрасну жінку) (1966)
- The Gift Shop (Сувенірний магазин) (1966)
- Lemon in the Basket (Лимон у кошику) 1967
- The Balloon Man (Людина з повітряних кульок) (1968)
- Seven Seats to the Moon (Сім місць на Місяць) (1969)
- The Protege (Протеже) (1970)

### Оповідання
- The Albatross (Альбатрос) (1957) (збірка):

- The Albatross (Альбатрос)
- The Enemy (Ворог)
- Laugh It Off (Відсміятися)
- What Would You Have Done? (Що б ви зробили?)
- All the Way Home (Весь шлях додому)
- The Evening Hour (Вечірня година)
- The Hedge Between (Жива огорожа між)
- Ten Points for Mr. Polkinghorn (Десять балів для містера Полкінггорна)
- Miss Murphy (Місс Мерфі)
- Ride with the Executioner (Поїздка з катом)

- I See You (Я тебе бачу) (1966) (збірка):